# Kimmig-Agar
Der Kimmig-Agar, auch Pilzagar nach Kimmig, ist ein Nährmedium, das sich unter anderem aufgrund seines niedrigen pH-Werts zum Anzüchten von Pilzen eignet. Der Kimmig-Agar wurde zuerst 1953 von Joseph Kimmig beschrieben. Er fördert insbesondere das Wachstum von Konidien. Er wird zur Identifizierung von Pilzbelastungen sowie als (selektives) Nährmedium zur Kultivierung von Pilzen genutzt. Die Entstehung eines watteartigen Myzels wird größtenteils verhindert.

## Eigenschaften
Der Kimmig-Agar ist normalerweise klar und hellgelb gefärbt. Sein pH-Wert beträgt 6,5 ± 0,2. Die Festigkeit ähnelt der eines 1,5%igen Agargels. Pilzkulturen von Aspergillus brasiliensis (ATCC 16404; ehemals A. niger), Candida albicans (ATCC 10231), Saccharomyces cerevisiae (ATCC 9763), Trichophyton mentagrophytes (ATCC 18748), sowie verwandter Arten sollten sehr gut bis mäßig auf dem Kimmig-Agar wachsen.

## Herstellung und Zusammensetzung
Bei der Herstellung werden üblicherweise Pepton und Casein, die stickstoffhaltige Nährstoffe in die Lösung bringen, Glucose, die als Kohlenhydratquelle dient, Agar-Agar und Natriumchlorid zur Erhaltung des osmotischen Gleichgewichts verwendet. Die Bestandteile werden hierzu in eine 0,5%ige Glycerinlösung gegeben und erhitzt. Der Agar kann durch das Hinzugeben von Antibiotika wie Penicillin, Streptomycin, Colistin und Novobiocin selektiv gemacht werden. Dies führt dazu, dass zahlreiche Bakterien nicht mehr auf dem Medium wachsen können. Ein Zusatz von Cycloheximid (Actidion) kann zur Hemmung des Wachstums von Hefen verwendet werden.